# Dahlia Palmer
Dahlia Palmer (* 24. September 1992 in Lucea) ist eine jamaikanische Radsportlerin.

## Sportlicher Werdegang
Dahlia Palmer ist seit 2010 im Radrennsport aktiv: In diesem Jahr wurde sie jamaikanische Junioren-Meisterin im Straßenrennen. Im Jahr darauf belegte sie bei den karibischen Meisterschaften im Straßenrennen Platz zwei. 2014 wurde sie jamaikanische Straßenmeisterin der Elite.
2022 wurde Palmer zweifache karibische Meisterin auf der Bahn sowie dreifache nationale Meisterin. Sie startete bei den Commonwealth Games und belegte im Sprint Platz 21. Im Jahr 2023 errang Palmer bei den Panamerikanischen Spielen die Bronzemedaille im Keirin und damit bei der 19. Ausgabe dieser Meisterschaften die erste Medaille im Radsport für ihr Land. Sie trainiert auf Trinidad, da Jamaika nicht über eine Radrennbahn verfügt; zudem studierte sie dort Bauingenieurwesen. Während ihres Studiums fuhr sie keine Rennen.
Im Vorfeld der Panamerikanischen Spiele 2023 kam es zu einem Konflikt zwischen Palmer und dem jamaikanischen Radsportverband (JFC), nachdem ihr Trainer Robert Farrier suspendiert worden war, weil dieser sich herabsetzend über den Verband und andere Trainer geäußert habe. Zudem sollte Palmer ihre Reisekosten zu den Panamerikanischen Spielen selbst aufbringen. Der JFC erklärte, dass Palmer in den vergangenen Jahren vom Verband weitgehend finanziell unterstützt worden sei.

## Erfolge

### Straße
2010
- Jamaikanische Junioren-Meisterin – Straßenrennen

2011
- Karibische Meisterschaft – Straßenrennen

2014
- Jamaikanische Meisterin – Straßenrennen

### Bahn
2022
- Karibische Meisterin – Sprint, Keirin
- Karibische Meisterschaft – 500-Meter-Zeitfahren
- Jamaikanische Meisterin – Sprint, Keirin, 500-Meter-Zeitfahren

2023
- Panamerikanische Spiele – Keirin
- Karibische Meisterin – Sprint, Keirin